# 56 Batalion Saperów (1939)
56 batalion saperów (56 bsap) – oddział saperów Wojska Polskiego II RP z okresu kampanii wrześniowej.
Batalion nie występował w pokojowej organizacji wojska. W 1939 6 batalion saperów z Brześcia sformował w II rzucie mobilizacji powszechnej 56 batalion saperów dla 39 Dywizji Piechoty.

## Struktura i obsada etatowa
- Dowództwo batalionu

dowódca – mjr Tadeusz Górecki; od 12 września por. Jan Polaczek
zastępca dowódcy – kpt. Jerzy Wolański
- 1 kompania saperów – por. Mieczysław Stankiewicz
- 2 kompania saperów – por. Jan Polaczek
- kolumna saperska – por. Kazimierz Kuźba (ppor. rez. Piotr Filipowski)